# Peter Tate
Peter Tate (geboren am 3. April 1940 in Cardiff, Wales) ist ein britischer Science-Fiction-Autor und Journalist.
Seine erste SF-Erzählung veröffentlichte er 1966 in dem britischen SF-Magazin New Worlds. 1969 folgte der Roman The Thinking Seat (deutsch als Das verplante Paradies), zugleich der erste Roman in einer lose durch die Hauptfigur des charismatischen Gurus Simeon verbundenen Trilogie.
Tates Science-Fiction ist vorwiegend in der nahen Zukunft angesiedelt, bedient sich realistischer Erzählformen und Hintergründe und behandelt häufig in der Gegenwart bestehende bzw. extrapolierbare Probleme. Zugrunde liegt die Manifestation des Bösen in einer grundsätzlich guten Welt, wobei sich das Böse in Dingen – etwa Atombomben oder, wie in Country Love and Poison Rain (1973) ein Nervengasdepot in den walisischen Brecon Beacons – oder in Personen – zum Beispiel Diktatoren oder Vertretern einer dogmatischen Kirche – verkörpern kann.
Tates SF ist literarisch ambitioniert und sprachlich öfters verspielt. Ein weiteres Merkmal ist, dass er fiktive Figuren und Orte aus anderen Romanen wieder aufgreift. So sind die Bücher der Simeon-Serie im Wesentlichen durch die Hauptfiguren Simeon und Tomorrow Julie verknüpft, oder er greift in Moon on an Iron Meadow (1974, deutsch als Mondlicht auf stählernen Wiesen) den fiktiven Ort Green Town, Illinois, aus Ray Bradburys Das Böse kommt auf leisen Sohlen wieder auf.

## Bibliografie
- Simeon (Romantrilogie)
- 1 The Thinking Seat (1969)
  - Deutsch: Das verplante Paradies. Fischer Taschenbuch (Fischer Orbit #33), 1973, ISBN 3-436-01805-8.
- 2 Moon On an Iron Meadow (1974)
  - Deutsch: Mondlicht auf stählernen Wiesen. Übersetzt von Walter Brumm. Heyne Science Fiction & Fantasy #3581, 1978, ISBN 3-453-30476-4.
- 3 Faces in the Flames: Fourth in a Series of Small Wars (1976)

Romane
- Gardens, 1, 2, 3, 4, 5 (1971, auch als Gardens One to Five)
- Country Love and Poison Rain (1973)
  - Deutsch: Landluft und tödlicher Regen. Übersetzt von Gisela Stege. Heyne Science Fiction & Fantasy #3436, 1975, ISBN 3-453-30326-1.

Beziehungen     Heyne-Bücher ; Nr. 3436 : Science fiction
- Greencomber (1979)
  - Deutsch: Grünsucher. Ein ökologischer Fantasy-Roman. Übersetzt von Malte Heim. Sammlung Luchterhand #786, 1987, ISBN 3-472-61786-1.

Sammlung
- Seagulls Under Glass and Other Stories (1975)

Kurzgeschichten
- The Post-Mortem People (1966, auch überarbeitet als Beyond the Weeds, 1968)
- Fifth Person Singular (1966)
- The Gloom Pattern (1966)
- The First Last Martyr (1966)
- The Thinking Seat (1966)
- Mars Pastorale or I'm Fertile, Said Felix (1967)
- Same Autumn in a Different Park (1967)
- The Day the Wind Died (1969)
  - Deutsch: Als der Wind starb. In: Wulf H. Bergner (Hrsg.): Als der Wind starb. Heyne Science Fiction & Fantasy #3288, 1972.
- Mainchance (1970)
- Protest (1974, auch als Crumbling Hollywood Mansion, Crumbling Hollywood Man, 1975)
  - Deutsch: Mit der Kamera dabei. In: Herbert W. Franke (Hrsg.): Science Fiction Story Reader 6. Heyne Science Fiction & Fantasy #3498, 1976, ISBN 3-453-30388-1.
- Dear Witch Hazel, My Birds Won't Fly (1974)
  - Deutsch: Liebe Hexe Hazel, meine Vögel fliegen nicht fort … In: Herbert W. Franke (Hrsg.): Science Fiction Story Reader 2. Heyne Science Fiction & Fantasy #3398, 1974, ISBN 3-453-30293-1.
- Daylength Talking Blues (1975)
- Seagulls Under Glass (1975)
- Skyhammer (1975)
- Welcome to the Land of Smiles (1975)

Sachliteratur
- The New Forest, 900 years after (1979)
- Birds, Men and Books (1986)